# Славе Ламбі
Славе Ламбі (алб. Sllave Llambi, 26 червня 1919 — 31 грудня 1985) — албанський футболіст, що грав на позиції півзахисника. По завершенні ігрової кар'єри — тренер.

## Клубна кар'єра
Народився у Албанії, яка у квітні 1939 року була анексована фашистською Італією, де Ламбі і виступав у клубах «Бриндізі», «Болонья», «Амброзіана-Інтер» та «Фанфулла». 1941 року у складі «Больньї» став чемпіоном Італії, втім не зіграв жодної гри у чемпіонаті.
Після відновлення незалежності Албанії став виступати у місцевому чемпіонаті спочатку за «Тирану», а потім за «Партизані», де був граючим тренером. Протягом цих років тричі виборов титул чемпіона Албанії та двічі національний кубок. Завершив кар'єру футболіста виступами за команду «Партизані» у 1951 році.

## Виступи за збірну
1946 року дебютував в офіційних матчах у складі національної збірної Албанії. Протягом кар'єри у національній команді, яка тривала 5 років, провів у формі головної команди країни 19 матчів.

## Кар'єра тренера
Під час виступів у «Партизані» був граючим тренером команди. Також у 1949 році у трьох матчах був граючим тренером збірної Албанії.
Помер 31 грудня 1985 року на 67-му році життя.

## Титули і досягнення
- Чемпіон Албанії (3):

«Партизані»: 1947, 1948, 1949
- Володар Кубка Албанії (2):

«Партизані»: 1948, 1949